# Volker Spengler
Volker Spengler   (Bremen, 16 de febrer de 1939 - Berlín, 8 de febrer de 2020) fou un actor alemany, col·laborador habitual de Rainer Werner Fassbinder.
El seu principal paper amb Fassbinder va ser el del transsexual Erwin/Elvira de la pel·lícula In einem Jahr mit 13 Monden (1978).
Va actuar en “Amanullah Amanullah” a Berlín, Volksbühne, l'abril del 2009.

## Filmografia
Filmografia:
- 1975: Mutter Küsters' Fahrt zum Himmel, de Rainer Werner Fassbinder: El fotògraf
- 1976: Satansbraten, de Rainer Werner Fassbinder: Ernst Kranz
- 1976: Chinesisches Roulette, de Rainer Werner Fassbinder: Gabriel
- 1977: Bolwieser, de Rainer Werner Fassbinder: Mangst
- 1978: Despair de Rainer Werner Fassbinder: Ardalion
- 1978: In einem Jahr mit 13 Monden, de Rainer Werner Fassbinder: Erwin/Elvira Weishaupt
- 1979: Die Ehe der Maria Braun, de Rainer Werner Fassbinder: El conductor de trens
- 1979: Die Dritte Generation, de Rainer Werner Fassbinder: August
- 1980: Berlin Alexanderplatz de Rainer Werner Fassbinder: Bruno
- 1982: L'ansietat de Veronika Voss (Die Sehnsucht der Veronika Voss), de Rainer Werner Fassbinder: 1r escenarista
- 1996: Der Unhold, de Volker Schlöndorff: Hermann Goering